# Cerithiopsis portoi
Cerithiopsis portoi là một loài ốc biển, động vật chân bụng trong họ Cerithiopsidae, được tìm thấy ở Biển Caribe và Vịnh Mexico. Nó được Rolán và Espinosa miêu tả năm 1996.

## Miêu tả
Chiều dài tối đa của vỏ ốc được ghi nhận là 1,7 mm.

## Môi trường sống
Độ sâu tối thiểu được ghi nhận là 5 m. Độ sâu tối đa được ghi nhận là 56 m.